# AO Orestiada
AO Orestiada – męski klub siatkarski z Grecji powstały w 1970 roku w mieście Orestiada. Występuje w greckiej Lidze A1.

## Rozgrywki międzynarodowe
| Sezon     | Rozgrywki                        |
| --------- | -------------------------------- |
| 1990/1991 | Puchar CEV                       |
| 1991/1992 | Puchar CEV                       |
| 1993/1994 | Puchar Europy Zdobywców Pucharów |
| 1994/1995 | Puchar CEV                       |
| 1995/1996 | Puchar CEV                       |
| 1996/1997 | Puchar CEV                       |
| 1998/1999 | Puchar CEV                       |
| 1999/2000 | Puchar CEV                       |
| 2000/2001 | Puchar CEV                       |
| 2001/2002 | Puchar CEV                       |
| 2002/2003 | Puchar CEV                       |

## Sukcesy
- Wicemistrzostwo kraju – 3 razy (1992, 1997, 1998)
- Finalista Pucharu kraju – 1 raz (1993)
- Puchar Zdobywców Pucharów – 4. miejsce (1994)
- Puchar CEV – 2. miejsce w (1995), 4. miejsce w (1996) i (2000)

## Skład zespołu

### Sezon 2014–2015
- Pierwszy trener:  Kó̱stas Deli̱kó̱stas

| Nr | Imię i nazwisko             | Data ur. | Wzrost | Pozycja      |
| -- | --------------------------- | -------- | ------ | ------------ |
| 1  | Manó̱li̱s Di̱mi̱triádi̱s         | 1985     | 185    | rozgrywający |
| 4  | Louna Rodriguez Alessandro  | 1981     | 199    | atakujący    |
| 6  | Níkos Skarlatídi̱s           | 1998     | 187    | rozgrywający |
| 7  | Di̱mí̱tri̱s Ko̱nstantinídi̱s     | 1993     | 188    | libero       |
| 8  | Gregory Maan                | 1989     | 201    | przyjmujący  |
| 10 | Ryan Scott Thompson         | 1990     | 208    | środkowy     |
| 11 | Di̱mí̱tri̱s Vlasakídi̱s         | 1978     | 193    | przyjmujący  |
| 12 | Ev̱ángelos Diamantídi̱s       | 1984     | 192    | przyjmujący  |
| 13 | Guilierme Ferreira da Silva | 1988     | 203    | przyjmujący  |
| 14 | Gió̱rgos Pentídi̱s            | 1993     | 205    | środkowy     |
| 15 | Pascháli̱s Potolídi̱s         | 1984     | 202    | środkowy     |
| 17 | Giánni̱s Kardamanídi̱s        | 1978     | 197    | atakujący    |
| 18 | Di̱mí̱tri̱s Rizópoulos         | 1984     | 201    | przyjmujący  |